# William–Oliver Building
El William–Oliver Building es un edificio emblemático art déco de 1930 en 32 Peachtree Street NW en Five Points, en el Downtown de la ciudad de Atlanta, en el estado de Georgia (Estados Unidos). Mde 62,71 m y tiene 16 pisos. En 1996 fue renovado en 114 apartamentos. Su arquitecto fue Francis Palmer Smith de Pringle and Smith y fue el primer rascacielos art déco de la ciudad. Lleva el nombre de William y Oliver, nietos del desarrollador Thomas G. Healey.

## Galería

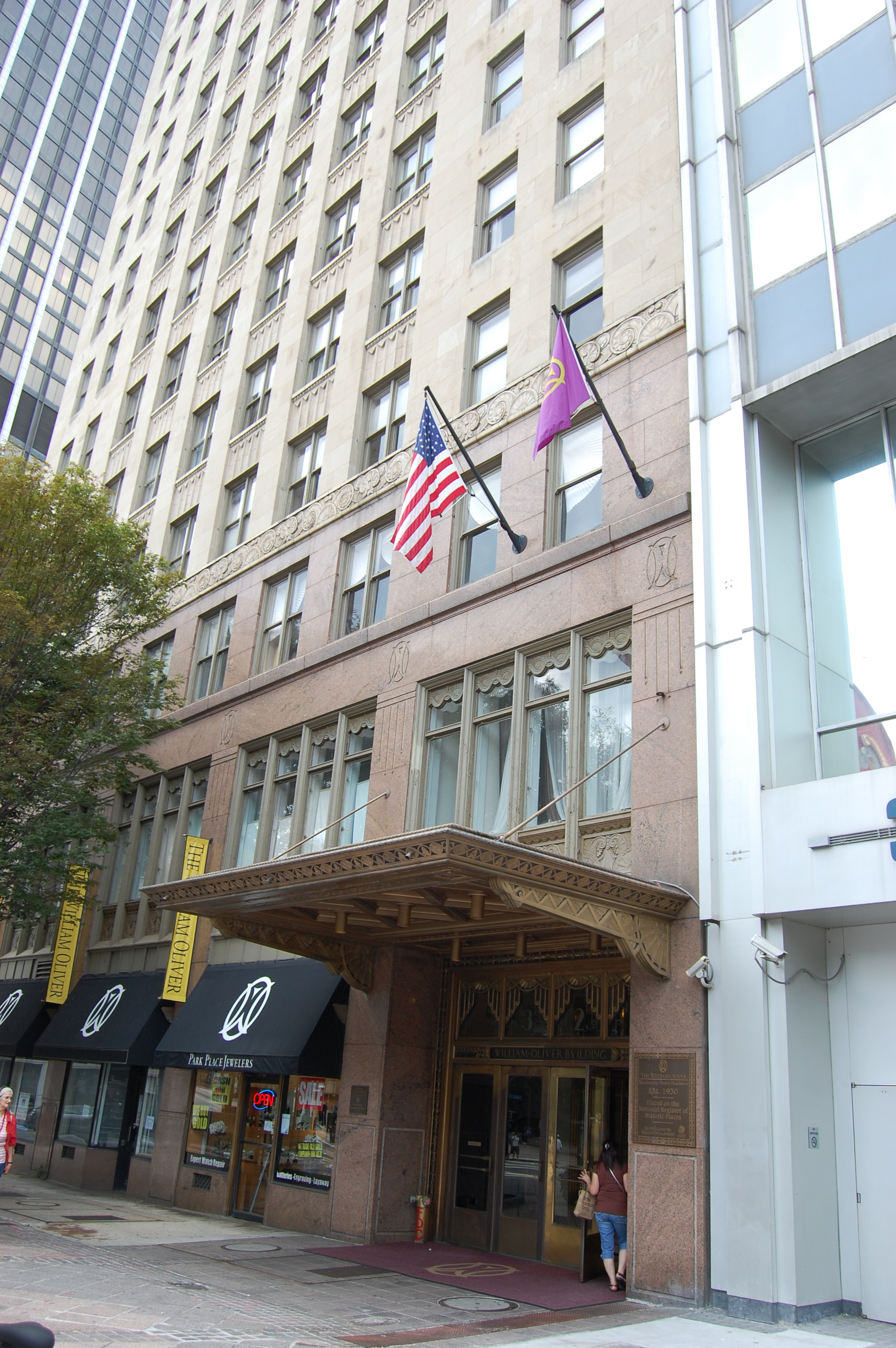
Vista desde Peachtree Street
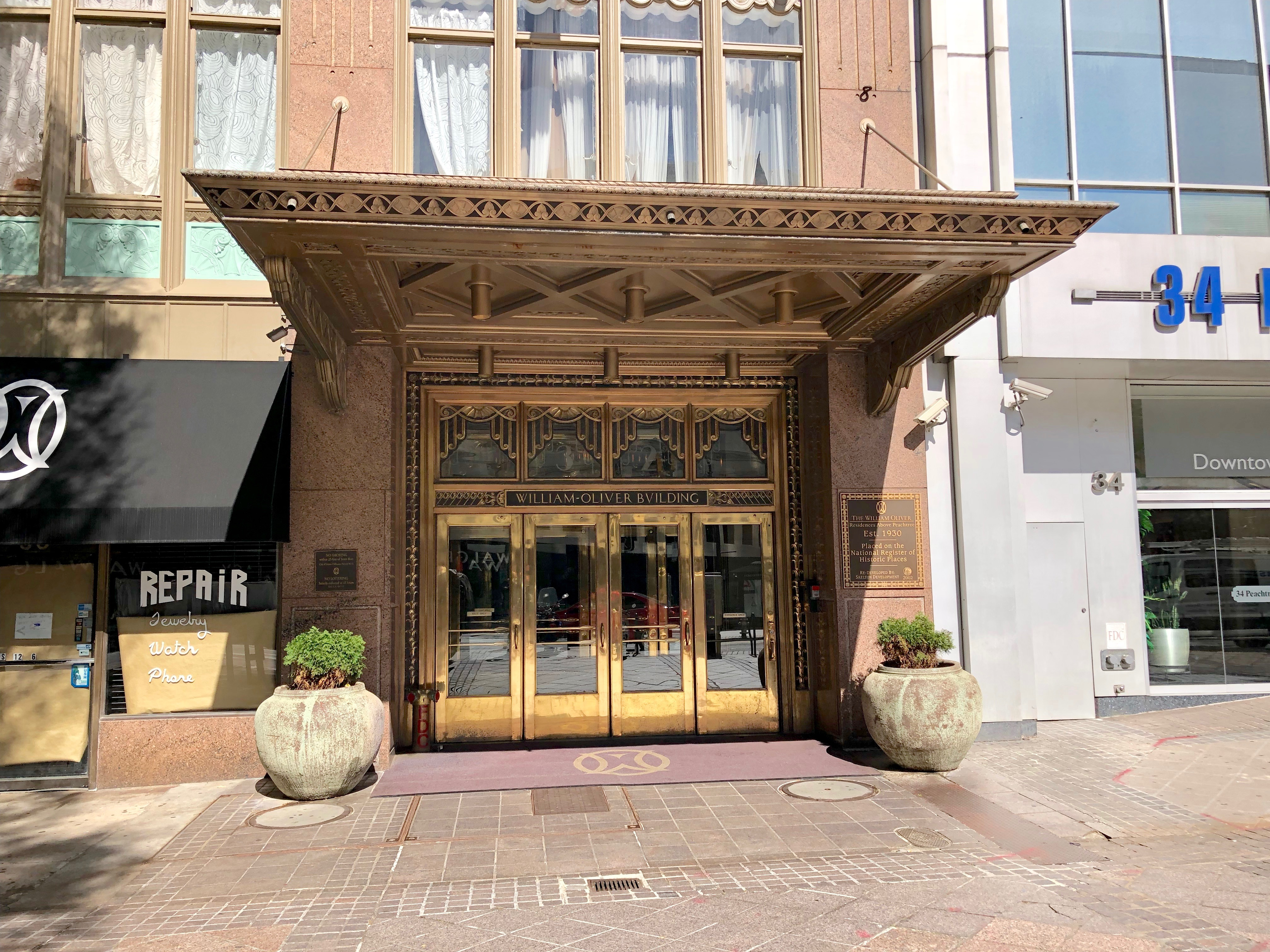
Entrada principal
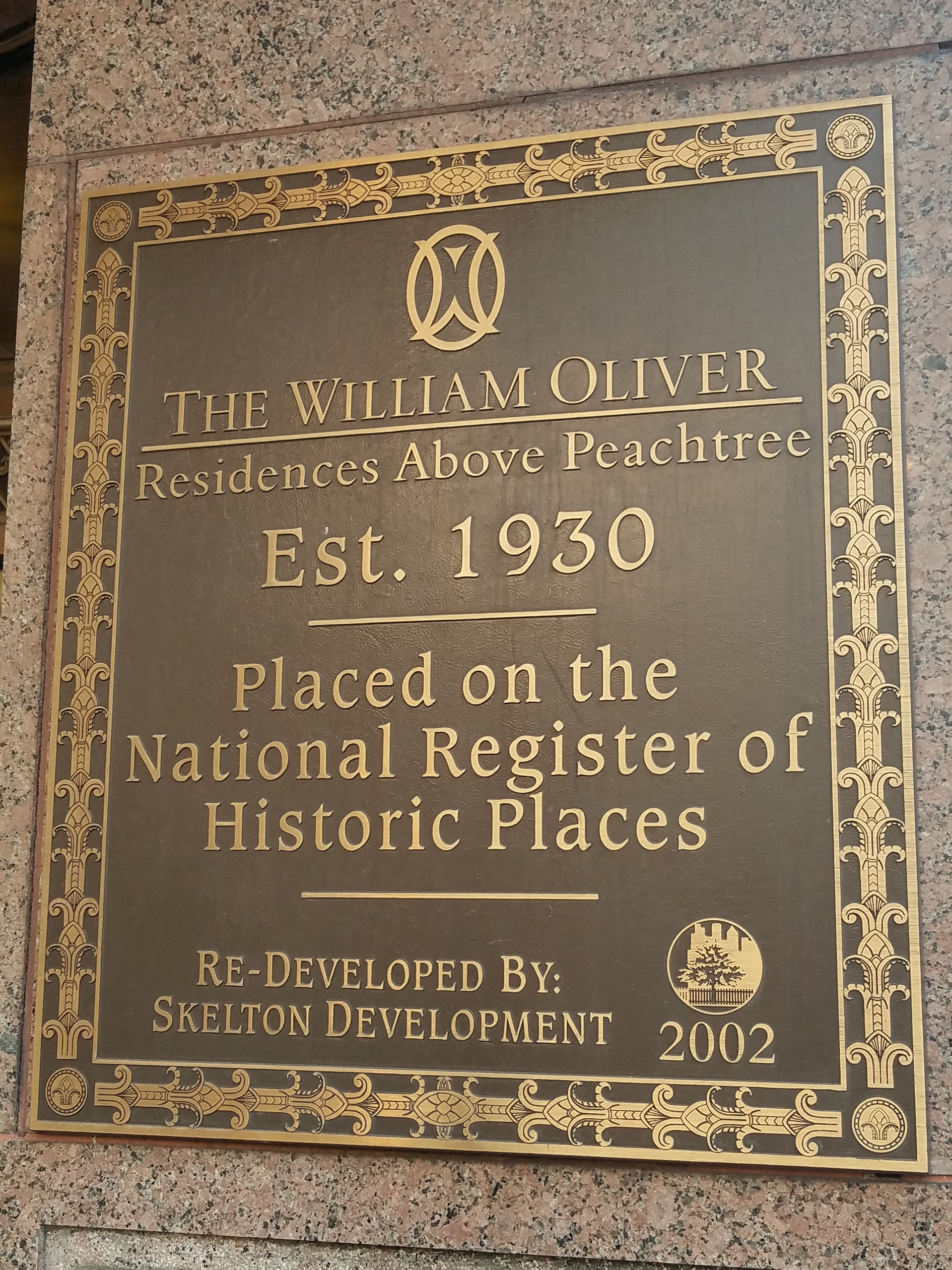
Placa conmemorativa